# Ilton Wjuniski
Ilton Wjuniski est un claveciniste et clavicordiste français, né à São Paulo au Brésil le 22 juin 1960.

## Biographie
Il apprit le piano et le clavecin à São Paulo, avant de se rendre à Paris à l'âge de 18 ans pour travailler avec l'éminente claveciniste française, Huguette Dreyfus, et le claveciniste canadien, Kenneth Gilbert. Il étudia au Conservatoire de Paris, où il obtint quatre premiers prix, celui du clavecin et de la basse continue en 1981, celui de la musique de chambre en 1982, de l'histoire de la musique en 1983 et celui de l'esthétique en 1986.
Il a remporté le 2e prix au Concours International d'Édimbourg (1982), le 2e prix et le prix spécial de Continuo au Concours International de Paris (1983) et, à l'unanimité, le 1er Prix au Pro Musicis International Award de New York (1983).
À l'heure actuelle, il est professeur titulaire de clavecin, clavicorde et basse continue au Conservatoire municipal du 17e arrondissement de Paris.
Depuis 1985, il s'est produit dans le monde entier et joue régulièrement en duo avec le flûtiste Michael Faust. Il joue également du clavicorde (Moyen Age, Renaissance, Baroque et Classique) et de l'orgue (musiques ibérique et italienne des XVIe, XVIIe et XVIIIe siècles).

## Sources
- (en) Cet article est partiellement ou en totalité issu de l’article de Wikipédia en anglais intitulé « Ilton Wjuniski » (voir la liste des auteurs).